# Майер, Реми
Реми Майер (род. 1951) — профессор, главный врач отделения GI-питания и гепатологии Университетской клиники в Листале (Швейцария).

## Профессиональная и научная деятельность
Профессор Реми Майер долгие годы возглавляет образовательную программу Европейского общества клинического питания и метаболизма (ESPEN) «Учеба длиною в жизнь». Он является одним из авторов и активных разработчиков Рекомендаций ESPEN по клиническому питанию в различных областях медицины.
Область профессиональных интересов доктора Р.Майера:
- физиологический контроль функций желудочно-кишечного тракта;
- недостаточное питание;
- кишечная бактериология;
- пре- и пробиотики;
- колоректальный рак.

Реми Майер является соиздателем журнала «Актуальное клиническое питание» и членом редакционных советов многих ведущих изданий, освещающих вопросы клинического питания и метаболизма.